# Hevederzár
A hevederzár egy mechanikus vagyonvédelmi eszköz. A hevederzárak vízszintes és/vagy függőleges irányban kiegészítő zárást biztosítanak. A hevederzár olyan mechanikus zárszerkezet, amely az ajtólap teljes szélességén végigfut, valamint az ajtó nyíló és pánt felőli oldalán is egy-egy ponton biztosít zárást (utóbbi definíció a hevederzár alapkivitelére, vagyis a vízszintes kivitelű hevederzárra vonatkozik). A  hevederzár  - bizonyos tényezők teljesülése esetén - a  biztonsági ajtó és a biztonsági rács után a legnagyobb fokú védelmet nyújtja.

„A hevederzár kiemelkedő hatékonyságú a bejárati ajtó védelmében, a biztonsági ajtó egyszerűbb és költséghatékonyabb alternatívája. Kétoldali zárást biztosít, reteszei a falba zárva tartják meg az ajtót, a zárónyelvek pedig nagyobb keresztmetszetben és mélyebben zárnak a hagyományos záraknál. Hevederzárral megfelelő védelmet biztosíthat a befeszítés, berúgás vagy az ajtó leemelése ellen.”

## Története
Hevederzárhoz hasonló zárakat már a középkorban is használtak: a falra vagy az ajtótokra felszereltek két darab erős fémkengyelt (ellendarabot), és ezekbe belecsúsztattak egy vastag fadeszkát, ennek következtében az ajtót/kaput nagyon nehéz volt betörni. Ezt a megoldást a leggyakrabban várkapuk védelmére használták. A hátránya volt viszont, hogy csak belülről tudták használni.

## A modern hevederzárak
A mai, modern hevederzárak is hasonló elven működnek. Egy hevederzár is csak abban az esetben nyújt megfelelő védelmet, ha teljesül rá a zárak öt alapkövetelménye. 

## Kivitelei
- vízszintes
- függőleges
- keresztirányú (más néven: kiskereszt vagy négyirányú)
- nagykereszt
- kis dupla
- nagy dupla
- félhevederzár
- modul vízszintes
- modul függőleges
- modul kereszt
- kettős cilinderes – ritkán felszerelt, speciális kivitel

## A hevederzárak záródásának módjai
Egy hevederzár záródhat:
- falba
- fali ellendarabba
- fali kengyelbe
- keretoldali kengyelbe
- a padlózatba
- valamint ezek kombinációjába, pl. egyszerre falba és kengyelbe

## A hevederzárak alkalmazásának területei
Hevederzár felszerelhető:
- egy- és kétszárnyú, illetve oldalvilágító ablakkal rendelkező ajtókra (egyes hevederzárak csak egyszárnyú ajtókra szerelhetők fel)
- erkély- és teraszajtókra
- ablakokra, valamint
- billenő, szekcionált és kétszárnyú garázskapukra

## A hevederzárakra vonatkozó legfontosabb technikai paraméterek
„-a reteszvasak keresztmetszetének erősebbnek, vagy minimum egyenszilárdságúnak kell lenni a biztonsági záraknál elfogadottnak
-a zárreteszvasaknak a fogadóelemekbe min. 25 mm mélységben kell belecsúszniuk
-a zárreteszvasfogadó-elemeket a falazathoz kell rögzíteni minimum 2 darab M 6x80 csavarral fémdűbelbe, vagy ezzel egyenszilárdságú más felerősítéssel, bevéséssel
-a zárreteszvasfogadó-elemeknek zártaknak, vagy oldalirányban merevítettnek kell lenniük, hogy ellenálljanak az ajtólapot ért támadás esetén 700 kN dinamikus erőnek
-a működtető zárbetétet min. 3 perc időtartamnak ellenálló módon fúrás ellen védeni kell. Ez történhet fúrásvédett zárbetét beszerelésével, vagy zárpajzs alkalmazásával
-a hengerzárbetétet kívülről nem szerelhető, letörés elleni védelemmel kell ellátni
-a zárszerkezetet a működtető zárbetét beütése elleni védelemmel kell ellátni
-a zárreteszvasaknak visszatolás elleni védelemmel kell rendelkezniük min. 350 kN merőleges nyomóerővel szemben
-a hevederzár merevségének - a hevederzár felszerelése után - olyan mértékűnek kell lennie, hogy a hevederzár tengelyére merőlegesen, az ajtólapra kifejtett 700 kN erőhatás ne okozzon olyan mértékű deformációt, amely a zárás megszűnését eredményezi.”

## A MABISZ és a biztonságtechnikai szakemberek által ajánlott hevederzárak
- Barlock
- Biztibuk
- Magzet
- Prezidium Novum
- Iseo
- Abus
- EVVA
- Zeiss Ikon
- Kaba
- MA-BIZ (rövidítés: 'Magyar-Biztonságos')